# 栎子青冈
栎子青冈（学名：Cyclobalanopsis blakei）为壳斗科栎属下的一个种。